# 埃丝特·亨泽莱特
埃丝特·亨泽莱特（德語：Esther Henseleit，1999年1月14日—），生于法勒爾，德国女子高尔夫球运动员，2019年开始成为职业球手，2024年夏季奥林匹克运动会女子个人比杆赛银牌得主。